# Kama (vũ khí)

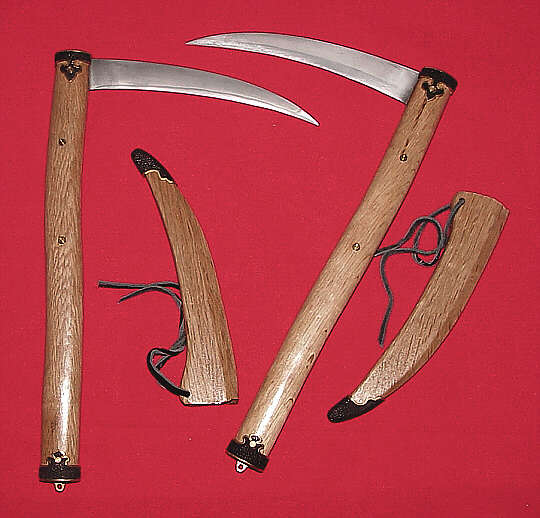
Kama

Liêm (鎌) là một loại vũ khí biến thể từ liềm, lưỡi hái cắt lúa của các dân tộc ở đảo Okinawa Nhật Bản và hiện nay được hầu hết các môn sinh mang huyền đai của các hệ phái Karatedo luyện tập. Những kỹ thuật sử dụng kama và những vũ khí khác như sai (kiếm ngắn), bo (gậy), tonfa (quải), suriken (phi tiêu), nunchaku (côn nhị khúc), được gọi dưới cái tên Okinawan kobudō.

## Lịch sử
Đầu thế kỷ 17 Okinawa chịu sự thống trị của chính quyền phong kiến Nhật Bản, mọi vũ khí của người dân đều bị cấm ngặt hòng dập tắt mọi ý đồ đấu tranh phản kháng. Tuy nhiên, sự thống trị hà khắc của các võ quan Nhật Bản tại Okinawa đã khiến dân bản địa liên tục nổi dậy. Sự du nhập những kỹ thuật chiến đấu tay không từ lục địa được người dân Okinawa tinh lọc, trau truốt để đạt được hiệu quả tính tối ưu, hình thành Karate. Các dụng cụ làm nông nghiệp cũng được sáng tạo thành những vũ khí chiến đấu có sức sát thương mạnh mẽ, trở thành những cánh tay nối dài cho người tập luyện võ nghệ.
Kama là dụng cụ làm nông có lưỡi bén bằng kim loại duy nhất được cho phép sử dụng ở Okinawa trong giai đoạn này. Dưới bàn tay của người dân Okinawa, kama với lưỡi rất rất sắc và mũi rất nhọn, đã biến thành một loại vũ khí sát thương ghê gớm có khả năng tấn công và giết kẻ địch một cách dễ dàng, đồng thời chặn đỡ hiệu quả những đòn chân hay đòn tay rất mạnh từ địch thủ.

## Cấu tạo

### Kama gồm 2 bộ phận chính là cán (nigiri) và lưỡi (ha):
- Cán (nigiri): làm bằng gỗ có chiều dài thường bằng cẳng tay người tập tính từ cùi chỏ đến giữa lòng bàn tay, đường kính cán khoảng 2,5–3 cm (tương đương khúc côn nhị khúc). Cán gỗ chia hai đầu, phần đáy (soko) và phần đầu (keshira). Phần đầu của cán đóng một lưỡi bằng kim loại nhọn bén sâu vào bên trong thân cán và thường bọc sắt để tăng độ chắc chắn. Khi sử dụng người tập nắm chặt vào cán ở sát phía đáy hoặc cách đáy khoảng 1–2 cm, tương tự như cách cầm côn nhị khúc.
- Lưỡi (ha): Lưỡi karma có độ dài không cố định nhưng thường tối thiểu bằng 1/3 cho đến tối đa là bằng nửa chiều dài của cán. Lưỡi càng dài càng khiến kama sát thủ hơn nhưng lại khó khăn hơn khi sử dụng. Lưỡi được thiết kế hơi cong móc vào trong và bao gồm các bộ phận: mũi nhọn (kisaki), lưỡi sắc (ha), sống trên (mine). Lưỡi được đóng chắc chắn vào cán, tạo với cán một hình chữ L hơi cong. Do lưỡi của kama rất nhọn sắc nên thường được bảo quản trong một cái bao bằng gỗ.

## Một số chiêu thức căn bản
Soto daisha uke (gạt vòng từ trong ra): đánh cầu vồng chuyển hướng từ trong ra ngoài, thường dùng đỡ những đòn tấn công xuống tầm thượng đẳng, đỡ xong dùng lưỡi gạt vũ khí của địch ra ngoài.
- Uchi daisha uke (gạt vòng cầu từ ngoài vào trong): đánh vòng cầu từ ngoài vào cắt ngang phía trước thân mình.
- Soto kote gaeshi (đánh mổ từ ngoài vào): hơi nới lỏng tay cầm, chủ yếu cầm bằng ngón cái và ngón trỏ, cổ tay linh hoạt để vận động đòn đánh vòng cầu từ ngoài vào và mổ bằng mũi kama.
- Uchi kote gaeshi (đánh mổ từ trong ra): tương tự như đòn soto kote gaeshi nhưng làm ngược lại, đánh từ trong ra ngoài và mổ xuống dứt khoát.

## Ứng dụng
Kama có kỹ thuật tấn công và phòng thủ đa dạng. Người tập kama có thể chỉ sử dụng một chiếc hoặc cả hai chiếc (mỗi tay một chiếc). Ứng dụng kama bao gồm không chỉ các đòn đỡ gạt, đòn mổ bằng mũi nhọn hoặc cắt bằng cạnh sắc của lưỡi, mà còn kết hợp cả đáy của cán trong các đòn đâm, chọt vào mục tiêu hiểm trên người đối phương, như: đánh thẳng mũi kama trực diện; đánh mũi kama vòng cầu từ ngoài vào; đánh mũi kama bằng đường đánh vòng cầu trên mặt phẳng ngang từ trong ra; đánh trực tiếp mũi kama ở vị trí thấp bằng đường đánh vòng cầu từ trên xuống và từ trong ra; đánh thốc từ dưới lên và chạm mục tiêu bằng lưỡi sắc; đánh móc và cắt mục tiêu ở thấp; đánh bằng sống kama đâm thẳng lên; đánh bằng mũi của cả hai kama, có thể đánh từ hai bên vào giữa; cầm ngược kama, đánh mũi kama từ dưới lên hoặc đánh mũi theo đường vòng cầu từ ngoài vào; đâm cán kama vào mục tiêu và có thể đâm cả hai cán cùng lúc v.v.
Hiện nay, khi kama phổ biến trong hầu hết các hệ phái Karatedo, việc tập luyện kỹ thuật của kama nói riêng và kobudō nói chung giúp cho môn sinh hoàn thiện sự thăng bằng, phối hợp tay chân, tăng thể lực và tăng khả năng phản công.